# Victor Mattos Cardozo
Victor Mattos Cardozo (* 19. Dezember 1989 in Sapucaia), auch Victor genannt, ist ein brasilianischer Fußballspieler.

## Karriere
Seinen ersten Vertrag unterschrieb Victor 2010 beim brasilianischen Club Cerâmica AC in Gravataí. Nach mehreren Stationen unterklassiger Vereine in Brasilien, u. a. America FC (RJ), CE Bento Gonçalves, Campinense Clube, Operário Ferroviário EC, Duque de Caxias FC und EC São Bento, ging er 2015 nach Asien. Hier unterschrieb er 2015 einen Vertrag beim damaligen Drittligisten Ubon UMT United. Nach einem Jahr stieg er mit dem Verein in die zweite Liga, der damaligen Thai Premier League Division 1 auf. 2018 wechselte er nach Chiang Rai zum dortigen Erstligisten Chiangrai United. Nach 32 Spielen und sieben Toren unterschrieb er 2019 einen Vertrag beim Zweitligameister und Aufsteiger PTT Rayong FC. Für Rayong spielte er 28 Mal in der Ersten Liga. Nachdem PTT seinen Rückzug aus der Thai League bekannt gab, wechselte er zum Erstligaaufsteiger BG Pathum United FC nach Bangkok. Nach einer überragenden Saison 2021/21 wurde BG am 24. Spieltag mit 19 Punkten Vorsprung thailändischer Fußballmeister. Am 1. September 2021 gewann er mit BG den Thailand Champions Cup. Das Spiel gegen den FA-Cup-Gewinner Chiangrai United im 700th Anniversary Stadium in Chiangmai gewann man mit 1:0. Zu Beginn der Saison 2022/23 wechselte Cardozo auf Leihbasis zu seinem ehemaligen Verein Chiangrai United. Nach 24 Erstligaspielen und elf geschossenen Toren kehrte er nach der Ausleihe zu BG zurück. Am 16. Juni 2024 stand er mit BG im Finale des Thai League Cup. Hier gewann man durch ein Tor von Teerasil Dangda gegen Muangthong United mit 1:0. Nach 59 Ligaspielen, in denen er 18 Treffer erzielte, wechselte er im Sommer 2024 auf Leihbasis zum ebenfalls in der ersten Liga spielenden Lamphun Warriors FC. Am 31. Mai 2025 stand er mit den Warriors im Finale des Thai League Cup. Hier traf man im BG Stadium auf Buriram United. Am Ende musste man sich mit 2:0 geschlagen geben. Für die Warriors bestritt er 25 Ligaspiele. Nach der Saison kehrte er im Sommer 2025 zu BG zurück. Hier wurde sein Vertrag jedoch nicht verlängert. Im August 2025 nahm ihn sein ehemaliger Verein Chiangrai United zum dritten Mal unter Vertrag.

## Erfolge
Ubon UMT United
- Regional League Division 2: 2015

Chiangrai United
- Thailändischer Pokalsieger: 2018
- Thailändischer Ligapokalsieger: 2018
- Thailändischer Supercup-Sieger: 2018

BG Pathum United FC
- Thailändischer Meister: 2020/21
- Thailändischer Vizemeister: 2021/22
- Thailändischer Ligapokalsieger: 2023/24
- Thailändischer Supercup-Sieger: 2021

Lamphun Warriors FC
- Thailändischer Ligapokalfinalist: 2024/25

## Auszeichnungen
Thai League
- Best XI: 2020/21